# Akbar (personaggio)
Akbar è un personaggio immaginario della saga delle Cronache dei vampiri di Anne Rice. Di origini indiane, viene ucciso da Akasha nel sacrario di Marius ad Antiochia nel 19 d.C. La sua storia viene narrata in Scelti dalle tenebre e Il vampiro Marius.